# Deutsche Musiktherapeutische Gesellschaft
Die Deutsche Musiktherapeutische Gesellschaft e.V. (DMtG) ist eine Fachgesellschaft zur Förderung der Musiktherapie und Berufsverband der Musiktherapeutinnen und Musiktherapeuten in Deutschland.

## Geschichte
Sie entstand 2008 aus dem Zusammenschluss der Deutsche Gesellschaft für Musiktherapie e. V. (DGMT) (gegründet 1973) und dem Berufsverband der Musiktherapeutinnen und Musiktherapeuten in Deutschland e.V. (BVM) (gegründet 1999). Mit ca. 1.500 Mitgliedern repräsentiert sie einen großen Teil der Musiktherapeutinnen und Musiktherapeuten in Deutschland.

## Aufgaben und Tätigkeiten
Die Gesellschaft setzt sich für die Entwicklung der Musiktherapie in Praxis, Forschung und Lehre ein. Sie berät und vertritt ihre Mitglieder in berufsrechtlichen Fragen und bei der Einrichtung von Musiktherapiestellen. Sie setzt sich für eine berufsrechtliche Anerkennung des Berufsbildes Musiktherapie ein.
Sie ist Herausgeberin der Vierteljahreszeitschrift Musiktherapeutischen Umschau und des Jahrbuches Musiktherapie.
Sie vergibt alle zwei Jahre die Katja-Loos-Medaille, mit der Personen oder Institutionen geehrt werden, die sich in besonderem Maße für die Musiktherapie eingesetzt haben. Der Preis ist benannt nach der deutschen Musiktherapeutin Gertrud Katja Loos. Bisherige Preisträger sind u. a. Hermann Rauhe, die Andreas-Tobias-Kind-Stiftung und die Deutsche Kammerphilharmonie Bremen.

## Mitgliedschaften
Die DMtG ist Mitglied in folgenden Organisationen und Verbänden
- Bundesarbeitsgemeinschaft Musiktherapie[3]
- European Music Therapy Confederation[4]
- World Federation of Music Therapy[5]
- Deutscher Musikrat
- Deutsche Gesellschaft für Musikpsychologie
- Deutscher Paritätischer Wohlfahrtsverband
- Aktionsbündnis Seelische Gesundheit[6]

## Weblink
- Deutsche Musiktherapeutische Gesellschaft